# Per Julius Palen
Per Julius Palen, född 12 april 1870 i Pataholm, död 22 maj 1934, var en svensk företagsledare.
Han var ende son till garvaren Per Johan Petersson i Pataholm. Efter avslutade studier vid Kalmar högre allmänna läroverk bytte han efternamn till Palen och beslöt sig sedan för att ägna sig åt faderns yrke. För att grundligt sätta sig in i detsamma studerade han ett år vid Polyteknicum i Köpenhamn och vistades därefter tre år i Tyskland och Schweiz för att teoretiskt och praktiskt utbilda sig. Efter hemkomsten arbetade han som kompanjon med fadern i familjeföretaget Pettersson & Palén. Detta flyttades år 1896 till Nättraby i Blekinge, där Per Julius efter faderns död 1909 övertog ledningen.
År 1907 startade Palen ytterligare en läderfabrik tillsammans med sin svåger Patrik Rydbeck. Denne tillhörde en garverisläkt i Kristianstad och var utbildad bergsingenjör. De bildade Aktiebolaget Palen & Rydbeck. och lät bygga en ny fabrik intill den gamla, vilken, jämfört med den, drevs med mer mekaniserade metoder. Efter sju år lämnade Patrik Rydbeck Nättraby för en anställning på SKF i Göteborg. För att säkerställa tillgången av hudar och garvämnen för de två garverierna startade Palen under Första Världskriget rederiet Pera, som blev en ny del i koncernen Nättraby Läderfabrik. Verksamheten blev mycket framgångsrik och Palen blev snart en av Blekinges rikaste personer. Under depressionen som följde efter kriget gick det sämre. I slutet av 1920-talet var det bara den nya fabriken som var ekonomiskt bärkraftig. Den ekonomiska kris som uppstod i Sverige när Kreugerkoncernen styckades 1932 medförde att många banker började säga upp sina företagslån och år 1933 sade Handelsbanken upp samtliga lån till Palen och hans företag. Banken försatte på så sätt hela koncernen och Palen själv i konkurs, varefter denne fick slaganfall och avled året därpå.
Per Julius Palen var gift med Ida Rydbeck, som efter sin mans död levde i över 20 år som "pauvre honteuse". De hade sex barn, varav den yngsta var gift med lampfabrikören Björn-Orvar Skantze i Karlskrona.